# Mobishop
Mobishop este unul dintre cei mai mari distribuitori de cartele preplătite și prestatori de servicii de reîncărcare electronică din România.
Este divizia Telecom a Grupului RTC, din care face parte începând cu anul 2002.
În anul 2006, a lansat primul brand românesc de plăți electronice - Pay Store.
Sistemul permite efectuarea de tranzacții financiare de pe un suport (terminal) instalat în diferite puncte de prezență.
Concurentul direct al companiei este Alphyra, în timp ce pe segmentul de încărcare electronică a cartelelor, compania concurează cu ILS, EuroGSM și Sunlight.
Cifra de afaceri:
- 2006: 60 milioane euro[3]
- 2005: 40 milioane euro[1]